# Kölner Turnerschaft von 1843
Der Kölner Turnerschaft von 1843, früher Kölner Turnverein von 1843 oder auch schlicht Kölner Turnverein genannt, ist heute der älteste existierende Turn- und Sportverein sowohl in Köln wie auch in Nordrhein-Westfalen.

## Geschichte
Im Zuge der Anfang des 19. Jahrhunderts entstandenen Turnerbewegung und der durch die Landesherren von 1819 bis 1842 verhängten Turnsperre konnte nach der Thronbesteigung von König Friedrich Wilhelm IV. von Preußen und der durch ihn 1842 verfügten Aufhebung des Turnverbotes der Kölner Turnverein als erster in der damaligen Rheinprovinz am 1. November 1842 zunächst konstituiert werden. Nach diesem ersten Provisorium und einem von Georg Jung verfassten und am selben Tag in der Kölnischen Zeitung veröffentlichten „Aufruf an die Bürger Kölns“ erfolgte die Gründung des Vereins durch eine kleine Gruppe aus den mittleren und höheren Gesellschaftsschichten, politisch fortschrittlichen Kaufleuten, Juristen und Literaten, neben Georg Jung beispielsweise Dagobert Oppenheim, Wilhelm Thomé, Gustav Mevissen, Carl Stucke und Gustav Mallinckrodt sowie Gerhard Josef Compes. Sie alle unterstützten 1842 auch das Projekt der Rheinischen Zeitung, zeichneten Aktienanteile zur Gründung des Zeitungsprojektes oder saßen im Aufsichtsrat der Zeitung. Schließlich konnte der Kölner Turnverein im Jahr 1843 erstmals seinem damaligen Vereinszweck nachkommen.

## Schriften
- o.V.: 110 Jahre Kölner Turnerschaft von 1843, [Köln]: [Sporthochschule], 1953

Periodika:
- 1985–2003: KT-Nachrichten. Informationsblatt der Kölner Turnerschaft v. 1843, Köln: KT

## Archivalien
Archivalie von und über die Kölner Turnerschaft finden sich beispielsweise
- als vom Ehrenvorsitzenden Josef Hartmann 1973 und 1974 an das Historische Archiv der Stadt Köln zur dauerhaften Aufbewahrung übergebenes Sammlungsgut, heutige Signatur Best. 1219[1]